# Deolinda Ngulela
Deolinda Carmen Ngulela, née le 18 avril 1981 à Maputo, est une joueuse mozambicaine de basket-ball.

## Carrière
En club, Deolinda Ngulela remporte cinq titres de champion du Mozambique (trois avec l'Académica en 1999, 2000 et 2001 et deux avec la Liga Desportiva de Maputo en 2011 et 2013) et trois Coupes d’Afrique des clubs champions (en 2001 avec l'Académica, en 2008 avec le Desportivo de Maputo et en 2012 avec la Liga Desportiva de Maputo).
Avec l'équipe du Mozambique de basket-ball féminin, elle est vice-championne d'Afrique en 2003 et en 2013.
Elle met un terme à sa carrière internationale en mai 2015.